# Парламентские выборы на Барбадосе (2022)
Досрочные парламентские выборы на Барбадосе прошли 19 января 2022 года для избрания 30 депутатов Палаты собрания парламента Барбадоса. Они стали первыми после того, как 30 ноября 2021 года Барбадос был объявлен парламентской республикой и избрал собственного президента, завершив период конституционной монархии.
В результате второй раз подряд правящая Барбадосская лейбористская партия получила все 30 мест парламента.

## Предвыборная обстановка
По Конституции Барбадоса выборы должны проводиться не реже одного раза в пять лет с первого заседания парламента. Предыдущие парламентские выборы прошли 24 мая 2018 года, а первое заседание текущей сессии Парламента состоялось 5 июня 2018 года. После роспуска парламента президент Барбадоса должен обнародовать указ о всеобщих выборах членов Палаты собрания и назначении сенаторов в Сенат в течение 90 дней.
Даты выборов и выдвижения кандидатур были объявлены премьер-министром Миа Моттли 27 декабря 2021 года. Крайний срок выдвижения кандидатов для регистрации был назначен на 3 января 2022 года.
30 декабря 2021 года Джозеф Атерлей, лидер Оппозиции в Палате собрания и руководитель Народной партии за демократию и развитие, объявил о союзе с Объединённой прогрессивной партией под названием «Партия альянса за прогресс».

## Избирательная система
Тридцать депутатов нижней палаты парламента Барбадоса избираются на 5 лет по системе относительного большинства в одномандатных округах.

## Кандидаты
Всего на выборах баллотировалось 108 кандидатов из семи политических партий и 7 независимых кандидатов.

## Результаты
| |                                       |         |       |       |       |
| Партия | Партия                                | Голоса  | %     | Места | +/-   |
| | Барбадосская лейбористская партия     | 78 720  | 69,03 | 30    | 0     |
| | Демократическая лейбористская партия  | 30 273  | 26,55 | 0     | 0     |
| | Альянс Партия за прогресс             | 3205    | 2,81  | 0     | новая |
| | Решения Барбадос                      | 699     | 0,61  | 0     | 0     |
| | Баханская свободная партия            | 191     | 0,17  | 0     | новая |
| | Новый барбадосский королевский альянс | 122     | 0,11  | 0     | новая |
| | Барбадосская суверенная партия        | 120     | 0,11  | 0     | новая |
| | Независимые                           | 705     | 0,62  | 0     | 0     |
| Недействительных/пустых бюллетеней | Недействительных/пустых бюллетеней    |         |       | -     | -     |
| Всего | Всего                                 | 114 035 | 100   | 30    | 0     |
| Зарегистрированных избирателей / Явка | Зарегистрированных избирателей / Явка | 266 330 |       | -     | -     |
| Источник: Nation News Архивная копия от 20 января 2022 на Wayback Machine, Flourish.studio Архивная копия от 25 января 2022 на Wayback Machine |                                       |         |       |       |       |